# 金英夏
金英夏（韓語：김영하，1968年11月11日—），韓國小說家，出生於江原道華川郡，延世大學企業管理學碩士。大學期間投身學生運動，並加入後備軍官訓練隊，但因不參加訓練而被除名，對馬克思主義情有獨鍾。現居紐約曼哈頓。短篇小說〈照相館殺人事件〉曾被改編為電影《紅字》（2004）。長篇小說《光之帝國》，以潛伏南韓的朝鮮間諜為視角，鋪陳80年代以來的韓國社會變遷，描寫一位受過嚴格訓練的特務逐漸被資本主義所同化，變得倦怠和虛無，讓革命和正義蒙上一層迷霧。

## 主要作品

### 短篇小說集
- 《傳呼》（호출，1997）
- 《夾進電梯裡的那個男人怎麼樣了》（엘리베이터에 낀 그 남자는 어떻게 되었나，1999）
- 《哥哥回來了》（오빠가 돌아왔다，2007）
- 《無論發生什麼事》（무슨 일이 일어났는지는 아무도，2010）
- 《只有兩個人》（오직 두 사람，2017）

### 長篇小說
- 《我有破壞自己的權利》（나는 나를 파괴할 권리가 있다，1996）
- 《阿郎，為什麼？》（아랑은 왜，2001）
- 《黑色花》（검은꽃，2003）
- 《光之帝國》（빛의 제국，2006）
- 《猜謎秀》（퀴즈쇼，2007）
- 《我聽見你的聲音》（너의 목소리가 들려，2012）
- 《殺人者的記憶法 / 杀手的记忆法》（살인자의 기억법，2013）
- 《告別》（작별인사，2022）

### 散文
- 《見》（보다，2014）
- 《言：生活如此艱難，但我們還有文學與寫作》（말하다）
- 《讀：因為有小說，我們得以自由》（읽다）
- 《懂也沒用的神祕旅行》（여행의 이유，2019）

### 電影編劇
- 《我腦海中的橡皮擦》（내 머리속의 지우개，2004）

## 節目演出

### 電視
- tvN《懂也沒用的神秘雜學詞典（第一季）》嘉賓（2017年6月2日－2017年7月28日）
- tvN《懂也沒用的神秘雜學詞典（第三季）》嘉賓（2018年9月21日－2018年12月14日）

## 獎項
- 現代文學獎（1999）
- 東仁文學獎（2004）
- 黃順元文學獎（2004）
- 怡山文學獎（朝鲜语：이산문학상）（2004）
- 萬海文學獎（2007）
- 李箱文學獎（2012）

## 外部連結
- 金英夏 （页面存档备份，存于）的Facebook專頁（英文）
- 金英夏 （页面存档备份，存于）的Facebook專頁
- TED talk - 金英夏：現在就當個藝術家吧！ （页面存档备份，存于）（中文）